# Motín de los gatos
El Motín de los Gatos fou una revolta popular que tingué lloc a Madrid el 28 d'abril de 1699, per la manca de queviures, sobretot de pa després d'anys de males collites i pujada del preu del blat. El motí va acabar amb la crema del palau de Manuel Joaquín Álvarez de Toledo-Portugal, el comte d'Orpesa i la seva dimissió com a president del Consell de Castella.